# Tét (distrikt)
Tét är ett distrikt i Ungern. Det ligger i provinsen Győr-Moson-Sopron, i den västra delen av landet, 110 km väster om huvudstaden Budapest. Distriktets huvudort är Tét.